# Los dos poetas épicos
Los dos poetas épicos es una expresión con la que se ensalza a dos poetas épicos sobre todos los demás, con un propósito canónico.
Inicialmente hacía referencia a los dos grandes épicos griegos que acuñaron el género: Homero y Hesiodo (ambos localizados confusamente en el tiempo, al final de la edad oscura y el comienzo de la época arcaica – siglo VIII, siglo VI a. C.).
La composición de la Eneida equiparó al latino Virgilio con el griego Homero, con lo que a partir de entonces se suelen citar emparejados.
A su vez, la composición de La Divina Comedia equiparó a Dante, bien con Virgilio (que es el que le acompaña en su viaje infernal), bien con ambos.
La renovación del género a partir del Renacimiento, hizo que la expresión se extendiera a otras parejas: como Ariosto y Tasso (los dos poetas épicos italianos) o Camoens y Ercilla (los dos poetas épicos ibéricos — o españoles, término aplicado en la época sin ninguna diferencia a todos los reinos de la península ibérica).